# Porsche 924
Porsche 924 – samochód sportowy klasy kompaktowej produkowany przez niemiecką firmę Porsche w latach 1976–1988.

## Historia modelu

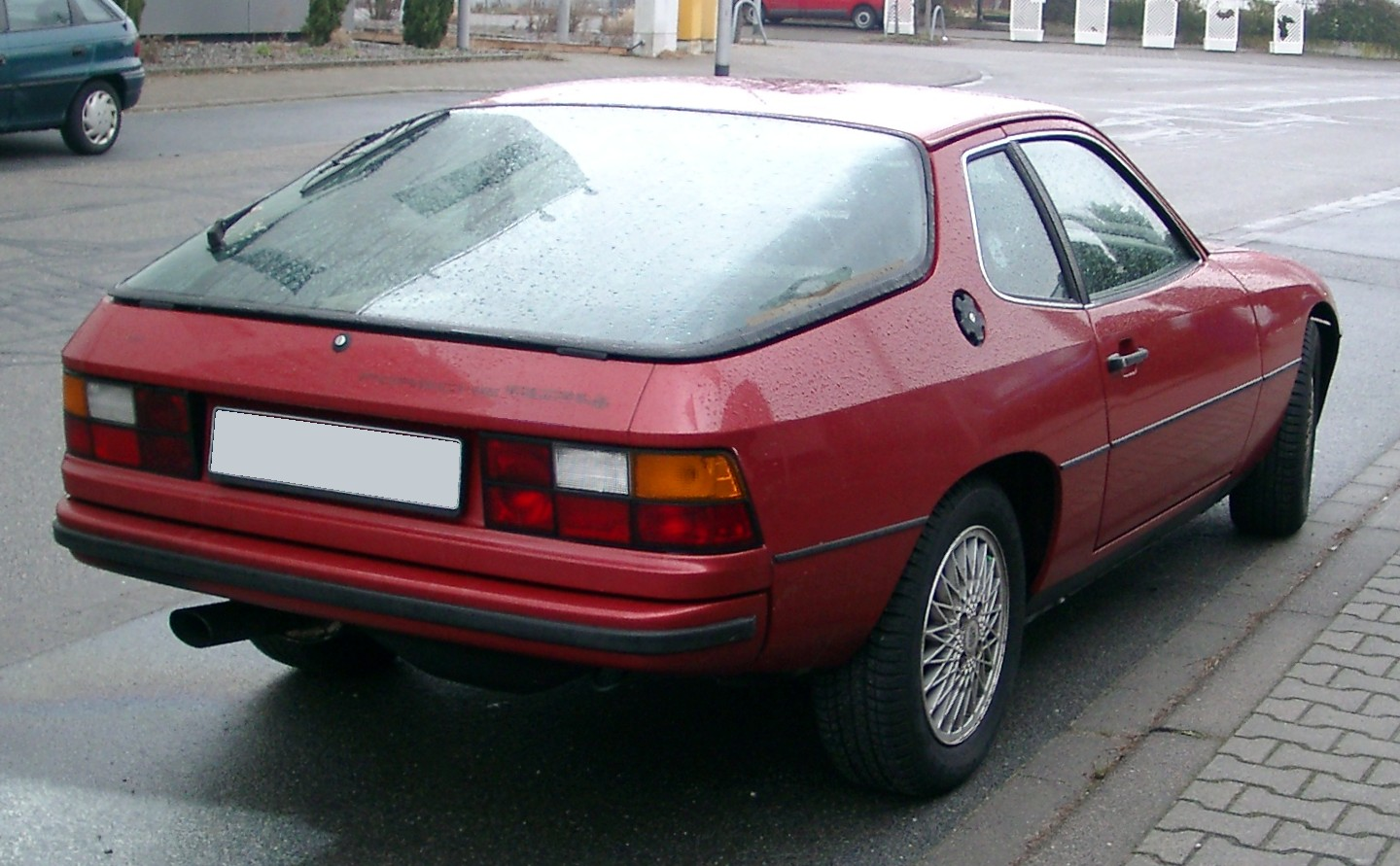
Porsche 924 - tył

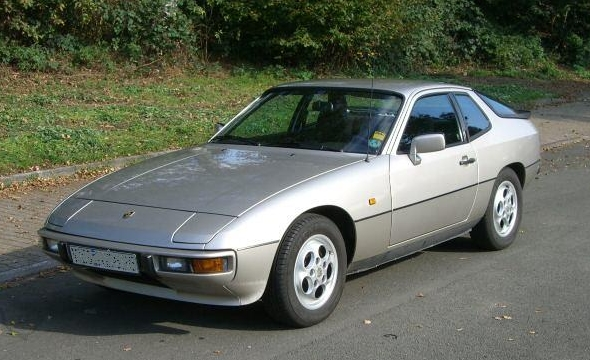
Porsche 924 S

W latach siedemdziesiątych firma Volkswagen zapragnęła wejść na rynek samochodów sportowych nowym modelem, którego zaprojektowanie zleciła firmie Porsche. Prace nad nowym projektem, noszącym kodową nazwę EA 425, rozpoczęły się w roku 1972. Światowy kryzys paliwowy spowodował jednak nieoczekiwaną zmianę planów i koncern VW zrezygnował z jego produkcji. Porsche dysponując gotowym samochodem, przejęło projekt i zajęło się wytwarzaniem swojego auta. Postanowiono więc powrócić do koncepcji modelu Porsche 356, który był skomponowany ze standardowych części, produkowanych na dużą skalę, dla zachowania niższej ceny. Zerwano wówczas z odwieczną zasadą, że Porsche musi mieć silnik z tyłu, w dodatku chłodzony powietrzem.
Przy projektowaniu 924 brano pod uwagę wiele koncepcji zastosowania napędu. Dla zachowania idealnego prowadzenia pojazdu, zrezygnowano z silnika za tylną osią. Przeszkodą było także czerpanie części z regałów magazynowych Volkswagena. Za nowoczesne rozwiązanie zaczęto wtedy uważać chłodzenie cieczą, silnik z przodu i przedni napęd. Nie skuszono się jednak na panujące wówczas (i do tej pory) trendy. Inżynierowie Porsche wiedzieli, że takie rozwiązanie nie może mieć miejsca w sportowym aucie. Korzystając z doświadczenia przy produkcji modelu Porsche 914, zrezygnowano również z centralnie ułożonego silnika, który był bardzo niewygodny w obsłudze i drastycznie ograniczał miejsce w kabinie. Ostatecznie przyjęto silnik z przodu, skrzynię biegów z tyłu. Taki układ, zwany transaxle, dawał wyśmienite rezultaty.
Na efekty nie trzeba było długo czekać. Dziewięćset dwudziestka czwórka okazała się hitem rynkowym. Na tańsze Porsche, w porównaniu do innych produktów firmy, mogło pozwolić sobie znacznie więcej nabywców niż dotychczas. W ciągu 10 lat produkcji z taśm zakładów NSU w Neckarsulm zjechało około 120000 sztuk (dla porównania - model Porsche 911 Turbo sprzedał się od początku produkcji do 2001 roku w około 15000 egzemplarzy).
Od roku 1976 do 1985 Porsche 924 było proponowane klientom w kilku wersjach. Opcjonalnie można je było wyposażyć w zdejmowany dach (wersja Targa), manualną pięciobiegową skrzynię biegów (później weszła do wyposażenia standardowego) lub trzybiegowy automat, większe piętnastocalowe felgi z oponami o szerokości 205 mm, klimatyzację, elektrycznie podnoszone szyby, spryskiwacze reflektorów i tylną wycieraczkę. W Porsche 924 nie ma wspomagania kierownicy. Obok podstawowej wersji silnikowej o pojemności dwóch litrów i mocy 125 KM, produkowane było także od 1978 roku Porsche 924 Turbo o mocy 170 KM (od 1985 - 177 KM) z mocniejszymi hamulcami, lekko zmodyfikowanym zawieszeniem oraz charakterystycznymi wlotami powietrza na pasie przednim.
Ten sam dwulitrowy silnik, choć oczywiście zmodyfikowany, znaleźć można także w Porsche 924 Carrera. Wyprodukowane w bardzo niewielkich seriach przeznaczone były do startów w wyścigach. 924 Carrera powstało w trzech wersjach: Carrera GT (210 KM), Carrera GTS (245 KM) Carrera GTR (375 KM, przy czym moc obniżono do 320 KM podczas startów w Le Mans w 1980 roku). Są to obecnie pojazdy zdecydowanie kolekcjonerskie.
W 1985 roku został zaprezentowany model Porsche 924S, produkowany przez trzy lata. Silnik zapożyczony z modelu Porsche 944 rozwijał moc 150 a później 160 KM. Zawieszenie, hamulce i koła mocowane na 5 śrub były już znane z wcześniejszych 924 Turbo. Także osiągi były zbliżone do wcześniejszych Turbo, był to samochód szybszy od cięższego 944.
Porsche 924 oferowane na rynku amerykańskim było fabrycznie dostosowane do wymagań tamtejszego rynku. Zmiany obejmowały głównie silniki, które były zdecydowanie słabsze ze względu na wymogi dotyczące czystości spalin. Wersja podstawowa (w Europie studwudziestopięciokonna) miała kolejno 95, 110, aż w końcu 115 KM. Wersje Turbo i 924S także były słabsze. Osłabione 924 Turbo, na rynku amerykańskim sprzedawane było z zawieszeniem, hamulcami i kołami takimi samymi jak wersje wolnossące. Pochodzące zza oceanu egzemplarze można także poznać po masywniejszych, wystających zderzakach i dodatkowych światłach odblaskowych po bokach. Porsche 924 z silnikiem 95 KM i trzybiegowym automatem sporo traciło na osiągach w stosunku do wersji podstawowej.
Bazując na tych samych założeniach konstrukcyjnych, co w modelu 924, Porsche opracowywało w latach siedemdziesiątych także następcę dla modelu 911, nazwanego Porsche 928. Jego prezentacja odbyła się w 1977 roku. Nie wyparł on jednak klasycznego modelu 911.
Model 924 zapoczątkował nowy trend Porsche, który trwał aż do 1995 roku, kiedy zakończono produkowanie 968. Najpierw na świat przyszło 924, tuż po nim 928. W 1981 roku zaprezentowano Porsche 944, model pośredni pomiędzy spokojnym 924 a 928, a później jego następcę – Porsche 968. Te samochody, wraz ze swoimi odmianami, tworzą całą rodzinę przedniosilnikowych, chłodzonych cieczą samochodów z układem transaxle.

## Dane techniczne
| Wersja             | Silnik:                          | Układ zasilania:   | Średnica × skok tłoka: | St. sprężania:     | Moc maksymalna:                    | Maks. moment obrotowy      | 0-100 km/h:        | V-max:             |
| Silniki benzynowe: | Silniki benzynowe:               | Silniki benzynowe: | Silniki benzynowe:     | Silniki benzynowe: | Silniki benzynowe:                 | Silniki benzynowe:         | Silniki benzynowe: | Silniki benzynowe: |
| ------------------ | -------------------------------- | ------------------ | ---------------------- | ------------------ | ---------------------------------- | -------------------------- | ------------------ | ------------------ |
| 924                | R4 2,0 l (1984 cm³), SOHC        | wtrysk Bo K-Jet    | 86,50 mm × 84,40 mm    | 9,3:1              | 125 KM (92 kW) przy 5800 obr./min  | 164 N•m przy 3500 obr./min | 9,5 s              | 203 km/h           |
| 924S               | R4 2,5 l (2479 cm³), SOHC        | wtrysk Bo L-Jet    | 100,00 mm × 78,90 mm   | 9,7:1              | 152 KM (112 kW) przy 5800 obr./min | 195 N•m przy 3000 obr./min | 8,8 s              | 219 km/h           |
| 924 Turbo          | R4 2,0 l (1984 cm³), SOHC, turbo | wtrysk Bo K-Jet    | 86,50 mm × 84,40 mm    | 7,5:1              | 170 KM (125 kW) przy 5500 obr./min | 245 N•m przy 3500 obr./min | 7,0 s              | 225 km/h           |
| 924 Carrera GT     | R4 2,0 l (1984 cm³), SOHC, turbo | wtrysk Bo K-Jet    | 86,50 mm × 84,40 mm    | 8,5:1              | 210 KM (154 kW) przy 6000 obr./min | 280 N•m przy 3500 obr./min | 6,9 s              | 241 km/h           |
| 924 Carrera GTS    | R4 2,0 l (1984 cm³), SOHC, turbo | wtrysk Bo K-Jet    | 86,50 mm × 84,40 mm    | 8,0:1              | 245 KM (181 kW) przy 6250 obr./min | 335 N•m przy 3000 obr./min | 6,2 s              | 250 km/h           |